# Третя лінія (Метрополітен Тегу)
Третя лінія (Метрополітен Тегу) (кор. 대구 도시철도 3호선) — одна з ліній метро в південнокорейському місті Тегу. На відміну від інших двох ліній які використовують стандартну залізничну колію, лінія побудована у вигляді монорейки.

## Історія
Обговорення різних проектів будівництва третьої лінії почалися у 2005 році. Спочатку планувалося що лінія буде будуватися за аналогічною з Четвертою лінією Пусанського метро технологією, але через фінансові проблеми лінію вирішили побудувати монорейковою. Вибір цієї технології дозволив заощадити 50% коштів на будівництві та зробив на 25% меншими експлуатаційні витрати. Будівництво розпочалося 24 липня 2009 року, лінія в складі 30 станцій відкрилася 23 квітня 2015 року.

## Рухомий склад
Рухомий склад складається з 84 вагонів, лінію обслуговують 28 трьохвагонних потяга що живляться від третьої рейки.

## Станції
Всі станції побудовані з береговими платформами, та обладнані захисними дверима що відділяють платформу від потяга. На відміну від станцій закритого типу на Першій та Другій лінії, висота дверей на станціях Третьої лінії приблизно метр.
Станції з півночі на південний схід.
| Третя лінія |                                    |                  |                                                        |                    |             |
| № станції   | Назва українською                  | Назва корейською | Назва англійською                                      | Розташування       | Пересадка   |
| 312         | «Університетська лікарня Чхільгок» | 칠곡경대병원     | «Chilgok Kyungpook National University Medical Center» | Район Бук, Тегу    |             |
| 313         | «Хакчонг»                          | 학정             | «Hakjeong»                                             | Район Бук, Тегу    |             |
| 314         | «Пхальго»                          | 팔거             | «Palgeo»                                               | Район Бук, Тегу    |             |
| 315         | «Донгчхон»                         | 동천             | «Dongcheon»                                            | Район Бук, Тегу    |             |
| 316         | «Чхільгок-Унам»                    | 칠곡운암         | «Chilgok-Unam»                                         | Район Бук, Тегу    |             |
| 317         | «Гуам»                             | 구암             | «Guam»                                                 | Район Бук, Тегу    |             |
| 318         | «Течон»                            | 태전             | «Taejeon»                                              | Район Бук, Тегу    |             |
| 319         | «Мечхон»                           | 매천             | «Maecheon»                                             | Район Бук, Тегу    |             |
| 320         | «Ринок Мечхон»                     | 매천시장         | «Maecheon Market»                                      | Район Бук, Тегу    |             |
| 321         | «Пхальдаль»                        | 팔달             | «Paldal»                                               | Район Бук, Тегу    |             |
| 322         | «Конгдан»                          | 공단             | «Gongdan»                                              | Район Бук, Тегу    |             |
| 323         | «Манпхьонг»                        | 만평             | «Manpyeong»                                            | Район Бук, Тегу    |             |
| 324         | «Ринок Пхальдаль»                  | 팔달시장         | «Paldal Market»                                        | Район Бук, Тегу    |             |
| 325         | «Вонде»                            | 원대             | «Wondae»                                               | Район Со, Тегу     |             |
| 326         | «Адміністрація району Бук»         | 북구청           | «Buk-gu Office»                                        | Район Со, Тегу     |             |
| 327         | «Парк Дальсонг»                    | 달성공원         | «Dalseong Park»                                        | Район Чун, Тегу    |             |
| 328         | «Ринок Сомун»                      | 서문시장         | «Seomun Market»                                        | Район Чун, Тегу    |             |
| 329         | «Сіннам»                           | 신남             | «Sinnam»                                               | Район Чун, Тегу    | Друга лінія |
| 330         | «Намсан»                           | 남산             | «Namsan»                                               | Район Чун, Тегу    |             |
| 331         | «Мьонгдок»                         | 명덕             | «Myeongdeok»                                           | Район Нам, Тегу    | Перша лінія |
| 332         | «Кондильбаві»                      | 건들바위         | «Geondeulbawi»                                         | Район Нам, Тегу    |             |
| 333         | «Дебонгьо»                         | 대봉교           | «Daebonggyo»                                           | Район Нам, Тегу    |             |
| 334         | «Ринок Сусонг»                     | 수성시장         | «Suseong Market»                                       | Район Сусонг, Тегу |             |
| 335         | «Стадіон району Сусонг»            | 수성구민운동장   | «Suseong District Stadium»                             | Район Сусонг, Тегу |             |
| 336         | «Дитячій зал»                      | 어린이회관       | «Children's Hall»                                      | Район Сусонг, Тегу |             |
| 337         | «Хвангким»                         | 황금             | «Hwanggeum»                                            | Район Сусонг, Тегу |             |
| 338         | «Сусонгмот»                        | 수성못           | «Suseongmot»                                           | Район Сусонг, Тегу |             |
| 339         | «Чісан»                            | 지산             | «Jisan»                                                | Район Сусонг, Тегу |             |
| 340         | «Боммуль»                          | 범물             | «Beommul»                                              | Район Сусонг, Тегу |             |
| 341         | «Йонгчі»                           | 용지             | «Yongji»                                               | Район Сусонг, Тегу |             |

## Галерея

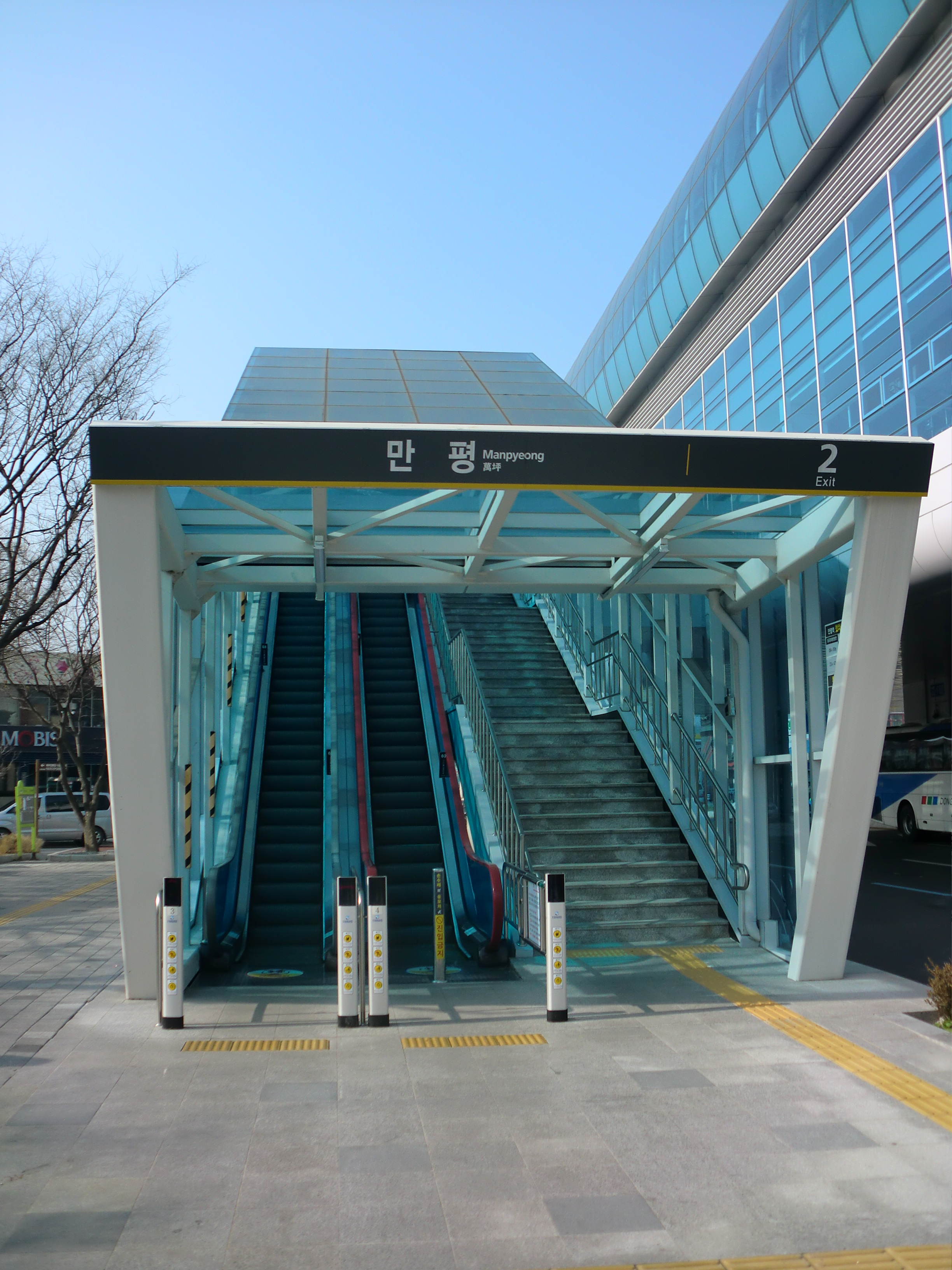
Вихід зі станції «Нампхьонг»
Станція «Чхільгок-Унам»
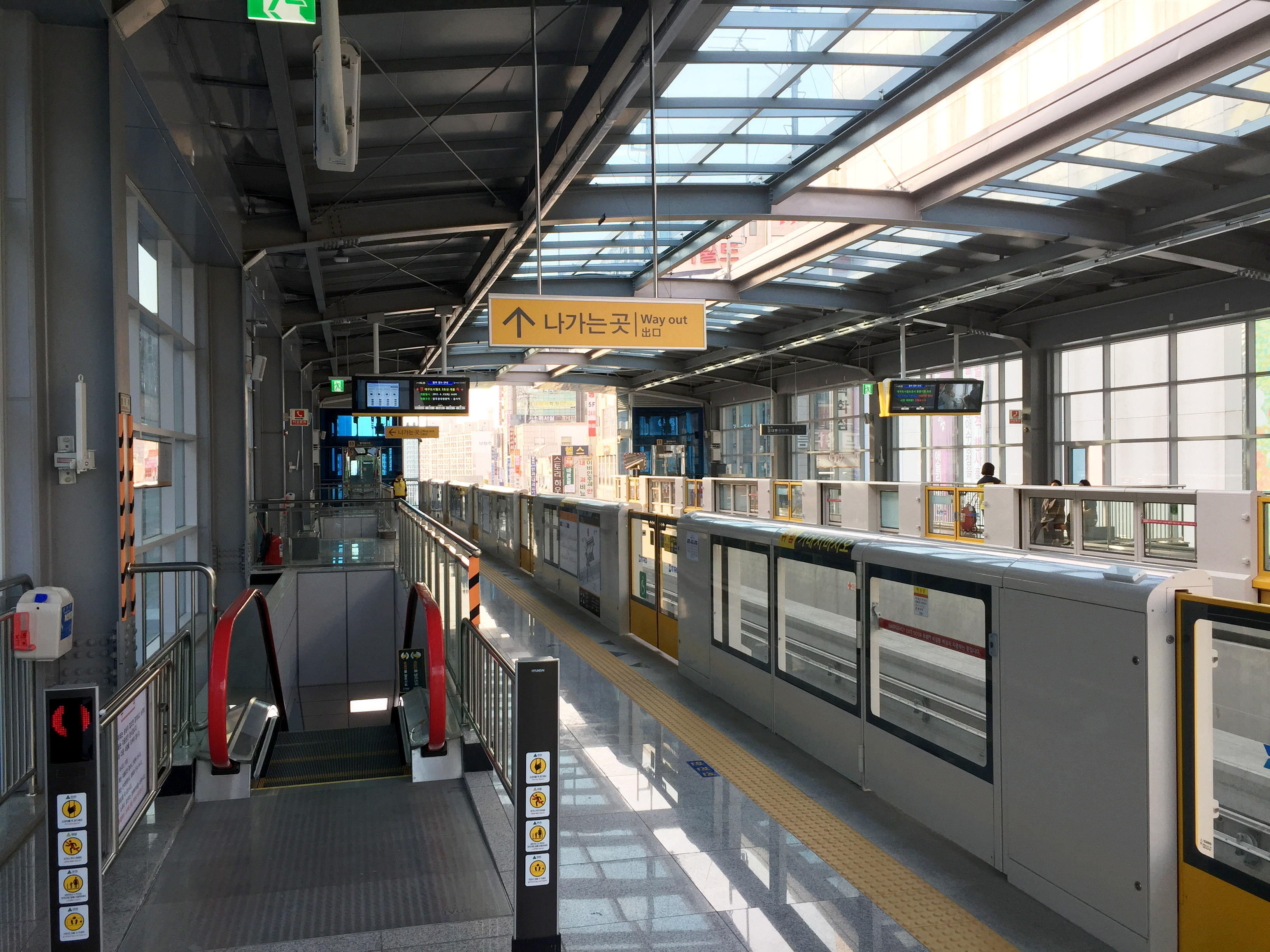
Платформа станції «Боммуль»
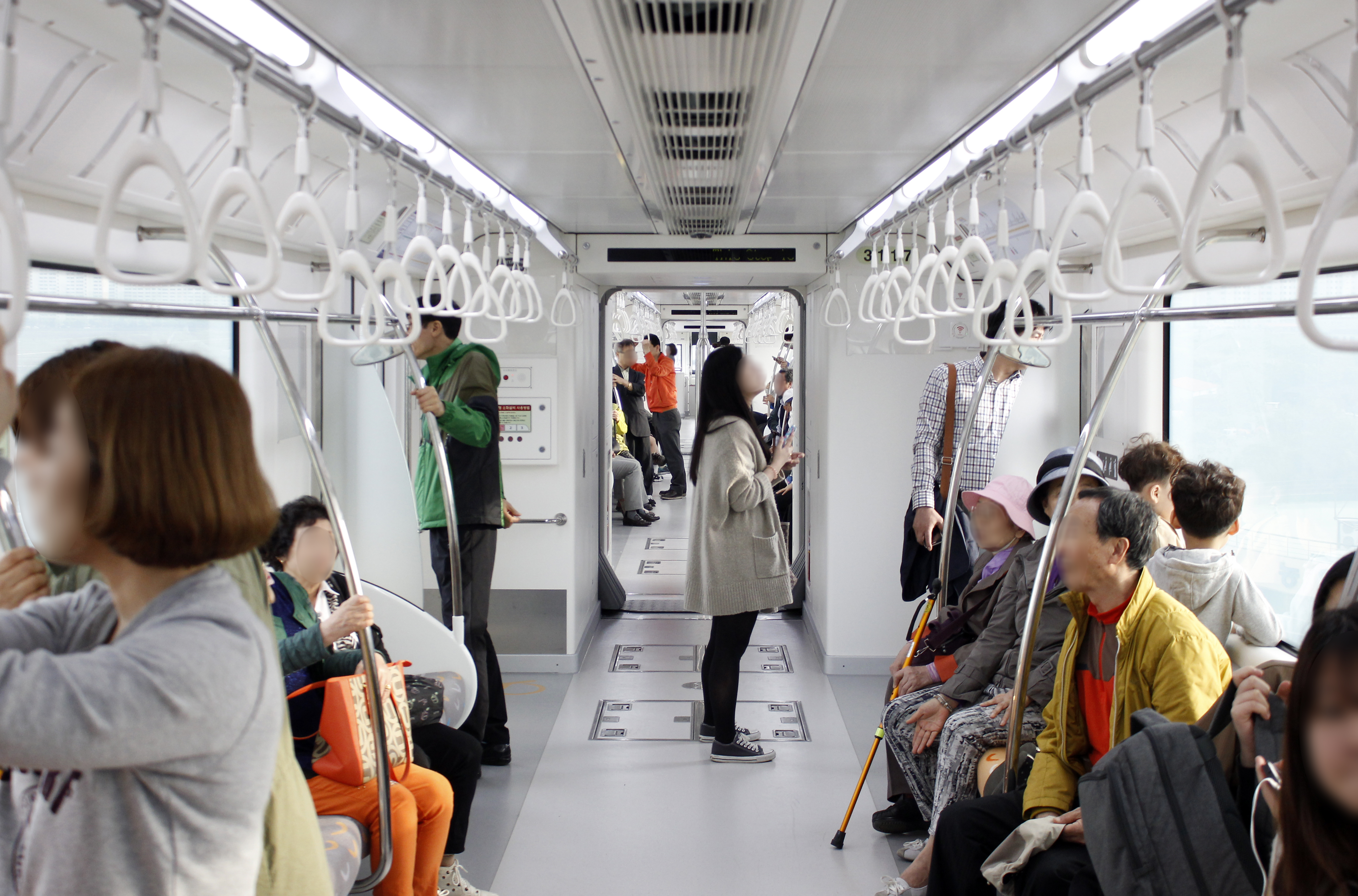
Всередині потяга